# XDCAM
Lo XDCAM è un sistema di videoregistrazione professionale, commercializzato dalla Sony nel 2003 e che utilizza come supporto un disco ottico.
È in grado di registrare nei formati DVCAM, MPEG IMX e, nella variante XDCAM HD, HDV. Vengono registrati anche metadati MXF e un flusso video a bassa risoluzione, chiamato proxy.
Il supporto di registrazione è un disco simile al Blu-ray, il Professional Disc, con capacità di 23,3 GB nella versione PFD23 e 50 GB nella PFD50. La gamma XDCAM comprende camcorder, dorsetti e macchine da banco.
Il sistema è in grado di sostituire i tradizionali videoregistratori a nastro mantenendo lo stesso schema di lavoro, e inoltre le macchine banco possono trasferire i file registrati direttamente ai sistemi di montaggio non lineare tramite IEEE 1394 e Ethernet.
Il proxy può essere agevolmente scaricato e visualizzato senza bisogno di trasferire il flusso video completo, e questo torna comodo per diverse operazioni, come la creazione di uno storyboard o la scalettatura del girato da parte della segretaria di edizione.

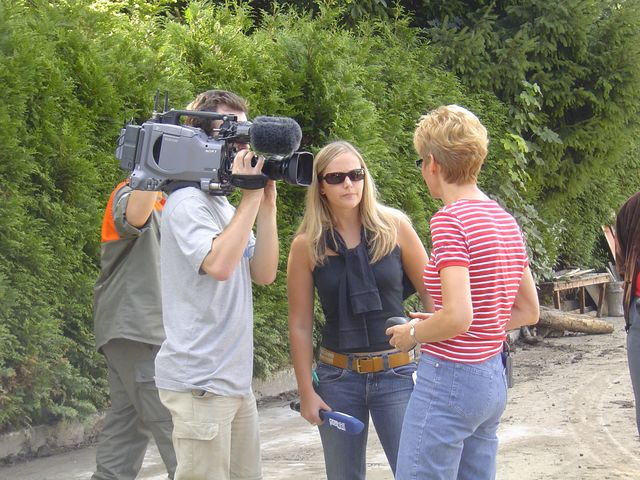
Una troupe ENG con un camcorder XDCAM.

## Metodi di compressione

### Definizione standard

#### Formato IMX (MPEG IMX)
Il formato MPEG IMX usa la compressione MPEG-2 con tutti i fotogrammi di tipi intraframe; di conseguenza la compressione è solo spaziale e non temporale, il che rende questo formato adatto per il montaggio.
Il bitrate può essere di 30, 40 o 50 Mbit/s. A 50 Mbit/s, la qualità video di questo formato è paragonabile al Digital Betacam. Anche se quest'ultimo formato offre una maggiore risoluzione cromatica (10 bit invece di 8), l'MPEG IMX su XDCAM è più adatto per applicazioni ENG, per via della sua natura nativamente non lineare.

#### Formato DVCAM (DV25)
Il formato DVCAM usa la codifica standard DV a 25 Mbit/s. Questa modalità permette di registrare quasi il doppio di materiale su uno stesso disco ed è compatibile con praticamente tutti i sistemi di montaggio non lineare a basso costo, largamente presenti sul mercato.
La maggior parte dei camcorder XDCAM può registrare sia in IMX che in DVCAM, anche se ne esistono modelli con implementato uno solo dei due standard.

### Alta definizione

#### Formato XDCAM HD (XDCAM HD420, MPEG HD420)
La versione ad alta definizione del formato (XDCAM HD), supporta modalità con qualità differente. La versione HQ registra un flusso video fino a 35 Mbit/s con compressione MPEG-2 a bitrate variabile (VBR), compressione che è anche di tipo temporale. Come alternitiva, sono disponibili due modalità a 18 Mbit/s VBR e 25 Mbit/s a bitrate costante (CBR), che incrementano il tempo di registrazione con un degrado della qualità.

#### Formato XDCAM HD422 (MPEG HD422)
La terza generazione del formato XDCAM utilizza il profilo 4:2:2 del codec MPEG-2, che ne raddoppia la risoluzione cromatica. Il bitrate è stato portato a 50 Mbit/s per via della maggior richiesta di banda.

### Flusso Proxy
Il flusso proxy a bassa qualità è registrato a 1.5 Mbit/s con l'audio a 64 kbit/s, con risoluzione tipica CIF.
La versione ad alta definizione XDCAM HD registra MPEG-2 long-GOP fino a 35 Mbit/s (modo HQ mode), oppure a 18 Mbit/s o 25 Mbit/s, come opzione. I formati a 18 e 35 Mbis/s sono VBR, il 25 Mbit/s è CBR.

## XDCAM e XDCAM HDProfessional Disc

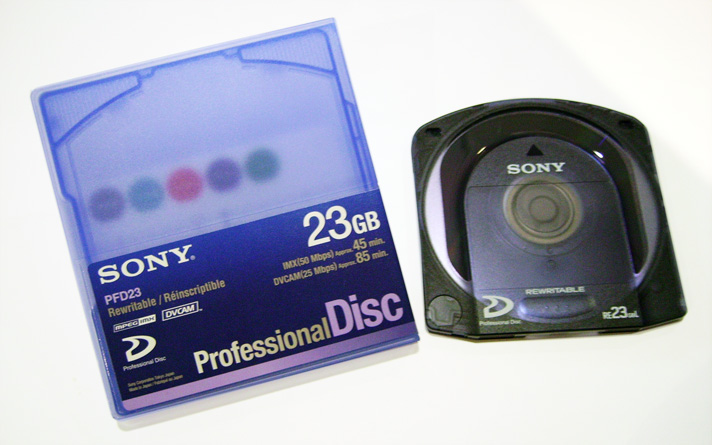
Disco XDCAM

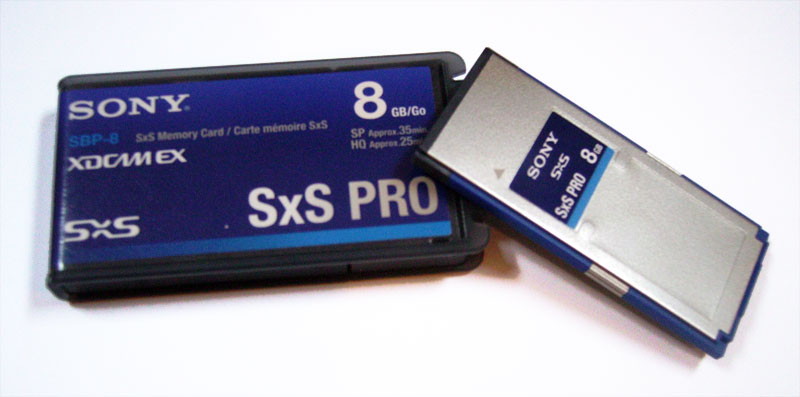
Scheda SxS per XDCAM EX

Il Professional Disc, concepito inizialmente come supporto informatico, è stato scelto dalla Sony come supporto per alcune ragioni, spiegate in questo white paper Why Sony Adopted Professional Disc.
Fondamentalmente, il supporto Professional Disc fu ritenuto adatto per via delle sue caratteristiche e del costo vantaggioso. I dischi sono affidabili e robusti, particolarmente adatti al lavoro in esterna e sul campo, problema questo piuttosto limitante per i formati su dischi fissi o rimovibili presentati in precedenza. L'affidabilità dei Professional Disc è ritenuta vicina a quella delle vidocassette, a un costo paragonabile.

## XDCAM EX su schede SxS a stato solido
Una seconda implementazione dello XDCAM, chiamata XDCAM EX, è stata sviluppata per la registrazione su schede di memoria SxS. Impiegata per la prima volta sulla telecamera Somy PMW-EX1, la modalità di registrazione è simile allo XDCAM HD. Il codec ha una modalità SP (25 Mbis/s, 1440x1080) e una HQ (35 Mbit/s,1920x1080). Il flusso video è registrato in un wrapper MP4 invece che MXF. Questo significa che i software di montaggio progettati per l'XDCAM HD non funzionano con l'XDCAM EX, anche se il modo SP è comunque compatibile (ha la stessa risoluzione e lo stesso bitrate, CBR) con un flusso video HDV. Il modo HQ è invece VBR.
Il camcorder PMW-EX1 usa tre sensori CMOS da 1/2 pollice "Exmor" con più di 2 milioni di pixel. Presentata nel 2007, questa telecamera registra con la compressione MPEG-2 long-GOP e ha una sottocampionatura 4:2:2 sull'uscita HD-SDI. Fa parte della gamma Sony CineAlta ed è in grado di girare da 1 a 60 fps (da 1 a 30 in 1080p).
Nell'aprile del 2008, è stata presentata la PMW-EX3, ad ottica intercambiabile.

## XDCAM HD422 su Professional Disc a doppio strato
La terza generazione di XDCAM, la XDCAM HD422, usa Professional Disc a doppio strato, con capacità di 50 GB e un codec MPEG HD422 a 50 Mbit/s.